# Charles Bénitah
Charles Bénitah (Charles Ben Itah), né le 16 mars 1907 à Casablanca et mort en 1987 dans cette même ville à l'âge de 80 ans, est un ancien sportif éclectique franco-marocain, successivement joueur de hockey sur gazon, athlète, escrimeur, pilote automobile sur circuits, aviateur et tennisman.

## Biographie
Entre 1923 et 1930, il pratique le hockey avec le Racing Hockey Club.
En 1926, il devient champion du Maroc junior  toutes catégories en escrime, ainsi que champion du 400 mètres plat. Il obtient ensuite le record marocain du 300 mètres, parcourus en 37 secondes.
En 1928, il devient champion du Maroc senior toutes catégories en escrime.
En 1930, il remporte le Grand Prix automobile du Maroc (ou Grand Prix d'Anfa), sur Amilcar, après avoir été huitième de cette épreuve à la mi-avril 1928, déjà sur Amilcar.
Après guerre, il est encore à 53 ans membre de l'équipe d'escrime du Maroc lors des Jeux olympiques d'été de 1960 à Rome, au premier tour face au Royaume-Uni (1 victoire) et au Luxembourg (1 victoire).